# Анк-Морпорк
Анк-Мо́рпорк (англ. Ankh-Morpork)  — вигадане місто в серії творів британського письменника Террі Пратчетта.
Анк-Морпорк — по суті місто-держава, найбільше торговельне місто Дискосвіту. Розташоване десь в центральній частині Диска. Через місто протікає річка Анк, що ділить місто на дві частини — Анк та Морпорк.
За словами автора, образ міста поєднує в собі риси багатьох середньовічних торговельних міст Західної Європи, таких як старе місто Талліна або центр Праги, а також бере щось від Лондона XVIII ст., Сіетла XIX ст. та сучасного Нью-Йорка. Українські читачі, завдяки перекладу Олександра Міхельсона, можуть знайти схожість навіть з Києвом.
Також Анк-Морпорк є науковою столицею Дискосвіту, адже на його території розташовується найбільший та найпрестижніший університет магічних мистецтв Плаского Світу — Невидна Академія.
Першою будівлею Анк-Морпорка була Невидима вежа мистецтв Університету, навколо якої пізніше було засновано цей навчальний заклад та решту міста. Раніше це було королівство, зараз його очолює Патрицій (на початку циклу це Лорд Снейпкейс, потім Лорд Гевлок Ветінарі). В романі «Нічна варта» містом управляв Віндер, якого згодом убив Ветінарі.

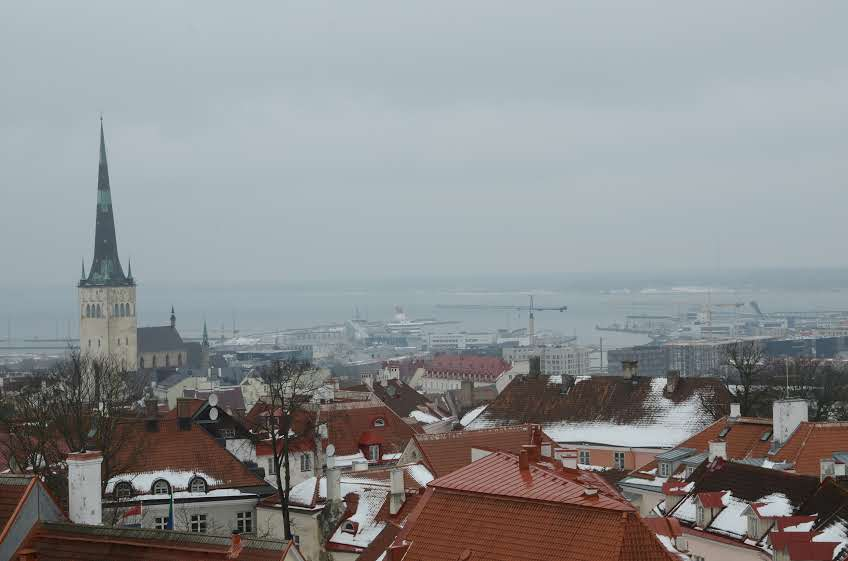
Таллінн — одне з міст, яким надихався Террі Пратчетт, вигадуючи Анк-Морпорк

## Географія
Анк-Морпорк розкинувся в долині Сто на берегах річки Анк — найзабрудненішої водойми на Диску, що ділить місто на заможний Анк та бідніший Морпорк (разом з нетрощами, званими «Тіні»). Після того, як води річки пройдуть все місто, по ній можна ходити. Хоча, за словами мешканців Анк-Морпорка, «немає чистішої води, ніж в річці Анк, адже неможливо залишатися брудною, пройшовши через стільки тисяч нирок». В спекотню літню пору зростають ризики самозапалення річкової води, що вже траплялося в минулому.
Назва Анк-Морпорк стосується як власне міста, так і розташованих за міським муром передмість, що розкинулись на багато миль вдалечінь.
Клімат в місті помірний, адже Анк-Морпорк розташований приблизно на однаковій відстані як від Пупа, так і від Краю.
Вважається, що місто побудоване на суглинках, хоча насправді воно побудоване саме на собі. Адже коли річка Анк розливається, місто вкривається таким товстелезним шаром мулу, що жителі просто на ньому будують нові будівлі, не розкопуючи старі. Під Анк-Морпорком знаходиться навіть ціла печерна система, що складається з мережі колишніх вулиць та занедбаної каналізації.

## Політика
Анк-Морпорком управляє міська рада та правитель, званий Патрицієм. Теоретично, патриція вибирає міська рада з представників багатих і впливових родин. Фактично ж, патриціями зазвичай стають або в результаті вбивства попередника, або після революції. Хоча в історії відомі випадки, коли патриції йшли у відставку, але це швидше виняток, ніж правило.
Щоб правити Анк-Морпорком необхідна тільки один навик — здатність залишатися в живих протягом хоча б п'яти хвилин. На жаль, майже всі попередні патриції продемонстрували дивовижну схожість в звичках з сумнівно відомими божевільними королями. Єдина відмінність полягала в тому, що патриції не могли передавати владу у спадок.
В даний час патрицієм Анк-Морпорка є Гевлок Ветінарі, випускник Гільдії Вбивць. Патрицій має практично необмежену владу. Важливі рішення зазвичай приймаються на міській раді, до якої входять глави Гільдій, але право рішення має тільки патрицій. Як кажуть в Анк-Морпорку — діє принцип «Одна людина, один голос». Цією людиною є лорд Ветінарі, і йому ж належить голос. Лорд Вітінарі живе в колишньому королівському палаці, який називають Зимовим (літній палац знаходиться далеко за межами міста і причина такого віддалення буде легко зрозуміла будь-кому, хто провів літо біля річки), а також Палацом Патриція. Він править містом, сидячи на дерев'яному стільці біля підніжжя сходів, що ведуть до стародавнього Анк-Морпоркского трону з золота (вірніше, з позолоченого і наскрізь прогнилого дерева). Однак частіше він займається справами в Еліптичному Кабінеті, що знаходиться у верхніх поверхах палацу. У різні часи Анк-Морпорком правили:
- Скажений Ярл Харгарт
- Божевільний Лорд Гармоні
- Нерш Божевільний
- Олаф Квімбі II
- Усміхнений Лорд Скапула
- Лорд Смінс Смертоносний
- Лорд Віндер
- Психоневротичний Лорд Снапкейкс.

## Гільдії
У підпорядкуванні Патриція знаходяться Варта, Гільдії і вершки суспільства.
Гільдії Анк-Морпорка — це особливі професійні спілки, які об'єднують під своїм дахом людей з певними інтересами. У місті є Гільдії:
- чарівників
- злодіїв
- вбивць
- швачок
- жебраків
- клоунів
- алхіміків
- законників
- та багато інших.

Всього їх близько трьохсот, деякі з них встигли протриматися всього кілька днів. Деякі персонажі не вписуються в жорсткі умови ремісничих цехів — капітан Ваймз (незабаром лорд і герцог), напівбожевільний винахідник Леонард-з-Квірма і, звичайно ж, сам Ветінарі, який в минулому успішно закінчив навчання в Гільдії Вбивць.
Найстаріша і багата гільдія міста — Гільдія Жебраків, найсильніша — Гільдія Вбивць, найбільша — Гільдія Злодіїв (хоча, загальновизнано, але помилково, найбільшою вважається Щуряча Гільдія).

## Міста-побратими
Англійське місто Вінкентон (англ. Wincanton), що в графстві Сомерсет на південному заході Великій Британії сферичного світу — планети Земля (відомої на Диску як Круглий Світ) у 2002 році стало містом-побратимом з Анк-Морпорком, ставши першим містом у країні з вигаданим містом-побратимом. У місті є навіть магазин з назвою «Світ Дискосвіту».
А в 2009 році дві вулиці були названі на честь об'єктів Дискосвіту — вулиця Персикового Пирога та дорога Паточної Шахти. Террі Пратчетт особисто склав список варіантів назв вулиць, а жителі обирали вже з цього списку.

## В кіно та на телебаченні
У 2021 році вийшов телесеріал виробництва BBC «Варта» за мотивами творів Террі Пратчетта циклу Дискосвіт. Серіал розповідає про захисників правопорядку — невдах, які намагаються врятувати від загибелі місто Анк-Морпорк. Головні ролі в серіалі зіграли Річард Дормер (капітан Сем Ваймс), Лара Россі (леді Сібіл Рамкін) і Сем Адевунмі (Карцер Дан). Тизер-трейлер серіалу «Варта» представили на Comic-Con в Нью-Йорку. Разом з повноцінним роликом також показали кілька уривків з серіалу.
Фанати Пратчетта вже на стадії трейлера поставилися до серіалу скептично. Їм не сподобалися сучасний сеттінг серіалу і схожість головного героя з Джеком Спарроу з «Піратів Карибського моря». Тим часом шанувальники «Гри престолів» чекають на це шоу, тому що для них це буде нова зустріч із виконавцем ролі Беріка Дондарріона.
Всього перший сезон «Варти» має вісім епізодів на BBC America.